# Ленка (име)
Ленка је женско име које се најчешће среће у Чешкој, Словачкој и Пољској. У овим земљама је изведено од имена Хелена или Магдалена, а у Србији од имена Јелена.

## Имендани
Имендани се славе у Чешкој 21. фебруара и Словачкој 4. јуна.

## Популарност
У Словенији је ово име 2007. било на 424. месту по популарности.